# Zamek centralny
Zamek centralny – urządzenie pozwalające na otwieranie i zamykanie wszystkich zamków pojazdu (drzwi i bagażnika) za pomocą przycisku, przekręcenia kluczyka w jednym z zamków lub pilota (zdalny zamek centralny).

Schemat działania zamka centralnego

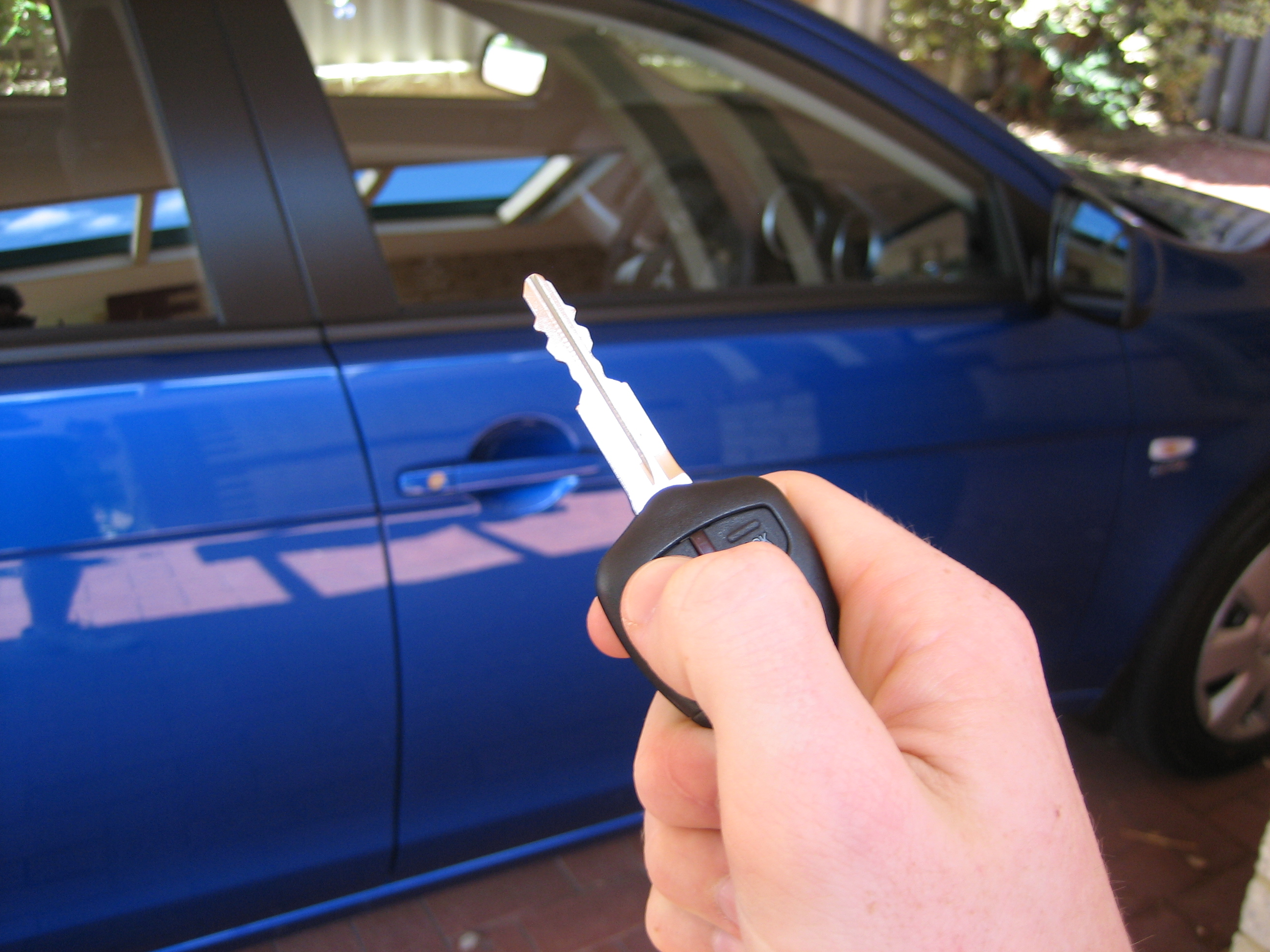
Pilot do obsługi zdalnej zamka centralnego